# Tom Bean
Tom Bean est une ville située au sud-est de la partie centrale du comté de Grayson, au Texas, aux États-Unis,.

## Démographie
Lors du recensement de 2010, la ville comptait une population de 1 045 habitants. Elle est également estimée, en 2016, à 1 072 habitants.

### Source de la traduction
- (en) Cet article est partiellement ou en totalité issu de l’article de Wikipédia en anglais intitulé « Tom Bean, Texas » (voir la liste des auteurs).